# 1598 Пальок
1598 Пальок (1598 Paloque) — астероїд головного поясу, відкритий 11 лютого 1950 року.
Тіссеранів параметр щодо Юпітера — 3,554.